# Tres vides i una sola mort
Tres vides i una sola mort (títol original: Trois vies et une seule mort) és una pel·lícula francesa dirigida per Raoul Ruiz, estrenada l'any 1995. Ha estat doblada al català.

## Argument
De vegades ric personatge que ajuda una jove parella, de vegades professor a la Sorbona que esdevé rodamón o maître d'hotel, Marcello Mastroianni interpreta un personatge afectat pel síndrome de la multiplicació de la personalitat. Pres en el remolí d'aquest conte fantàstic, Mastroianni viu tres vides i assumeix tres destins que no pararan d'entretallar-se al llarg del film.
Històries múltiples que no en són més que una, perquè és la d'un mateix home. Aquestes són històries que tothom coneix i les quals ningú no creu: la història d'un jove que marxa per un curt viatge, va a viure davant de casa seva, s'hi queda vint anys i a continuació entra un dia sense explicació. La història d'un home ric qui esdevé un mendicant, cosa que no l'impedeix ser ric. La història d'una parella de joves amants reduïts a la misèria, que rep de sobte l'herència d'una bonica casa. La història d'un home de negocis que per justificar certes operacions, s'inventa una família a l'estranger.

## Repartiment
- Chiara Mastroianni: Cécile
- Marcello Mastroianni: Mateo Strano, Georges Vickers, el majordom, Luc Allamand
- Melvil Poupaud: Martin
- Anna Galiena: Tania
- Marisa Paredes: Maria
- Arielle Dombasle: Hélène
- Féodor Atkine: André
- Jean-Yves Gautier: Mario
- Jacques Pieiller: El marit de Tania
- Pierre Bellemare: El contista
- Guillaume de Tonquédec: Piotr
- Smain: Luca
- Lou Castel: El primer mendicant
- Roland Topor: El segon mendicant
- Jacques Delpi: El tercer mendicant
- Jean Badin: Antoine José
- Monique Mélinand: Madame Vickers
- Bastien Vincent: Carlito
- Andrew Wilson

## Rebuda
- Premis 1996: Festival de Canes: Nominada a la Palma d'Or (millor pel·lícula)
- Crítica: "Magistral i divertit deliri lliurat en plaure d'explicar. Es tracta de quatre històries estranyes, sorprenents, amb un fil comú: la mirada incandescent d'un actor que s'acomiada."[3]